# 南向春風
南向春風（なみかい はるかぜ）は、日本のイラストレーター。男性で、既婚。有限会社M2所属。

## 特徴
イラストのスタイルとしては少々荒唐無稽なものが多く、主に3頭身くらいのデフォルメキャラクターを描いている。
目を大きな白丸だけで表現する「白目キャラ」の事実上の開拓者とされる存在である。当初は自身のホームページを中心に既存のキャラクターをデフォルメした特徴的な白目キャラを描くことで強い人気を得て、その後商業分野にも展開していった。その一方で「白目以外の仕事がもらえない」ともこぼしている。近年は白目キャラ以外の作風の拡大を目指しているのか、2006年12月末のコミックマーケット71に頒布した『中嘘でぃすく』において公開されたオリジナル作品小鳩ヶ丘高校女子ぐろ〜部 Gleam of Force以降、作品にもよるが、白目キャラではないキャラクターを少なからず登場させるようにしている。
イラストレーター以外にも、多関節FLASH動画の製作を得意とし、『GLOVE ON FIGHT』（渡辺製作所）のFLASH版よりその才覚を発揮している。また、同人ショップコミックとらのあなやメロンブックスなどでショップ特典として配布されるイラスト作品なども数多く手掛けている。

## 参加作品
- GLOVE ON FIGHT （渡辺製作所）
- RAGNAROK BATTLE OFFLINE（英語版） （フランスパン）
- いただきじゃんがりあん （すたじおみりす）
- いただきじゃんがりあんR （すたじおみりす）
- カラフルBOX （SoundTail）
- 小鳩ヶ丘高校女子ぐろ〜部 Gleam of Force　（フランスパン）
- 魔法少女そにこ☆マギカ （ニトロプラス）
- アホ毛ちゃんばら（M2）

## 画集
- 裏・表紙×南向春風（ISBN 9784863791237、マックス）

## イラスト
- RAGNAROK BATTLE OFFLINE 公式攻略ガイドブック（ISBN 9784758010320、一迅社）